# Daniel Jarque
Daniel Jarque González (1. ledna 1983 – 8. srpna 2009) byl španělský fotbalový střední obránce.
Daniel Jarque hrál téměř celou kariéru v týmu RCD Espanyol, v roce 2009 byl jmenován kapitánem týmu a v srpnu téhož roku v šestadvaceti letech zemřel.

## Fotbalová kariéra
Jarque se narodil v Barceloně a byl účastníkem mládežnické výchovy týmu RCD Espanyol, debut v první lize odehrál 20. října 2002 v utkání proti týmu Recreativo de Huelva. Po obnovení smlouvy platné do roku 2009 v sezóně 2006–2007 se účastnil 14 zápasů v Evropské lize UEFA, v tomto roce se Espanyol dostal do finále poháru UEFA, kde prohrál při penaltovém rozstřelu s týmem Sevilla FC.
Na začátku sezóny 2009–2010 převzal po legendárním Raúlu Tamudovi kapitánskou pásku.

### Smrt
Podle některých španělských online deníků Jarque byl nalezen mrtvý před začátkem sezóny v Covercianu ve Florencii. Měl telefonovat se svojí přítelkyní z hotelového pokoje, kde měl být postižen infarktem myokardu. Byl nalezen poté, když spoluhráči zjistili, že nepřišel na jídlo.
Některé další zdroje uvádějí, že přítelkyně Daniela Jarqueho informovala jeho spoluhráče o výpadku na telefonu.

## Úspěchy
- RCD Espanyol:
  - Španělský pohár: 2005–06
  - Evropská liga UEFA: účast v roce 2006–07

- Španělská U19:
  - UEFA U-19 šampionát : 2002